# Fontana dell'Acqua Felice

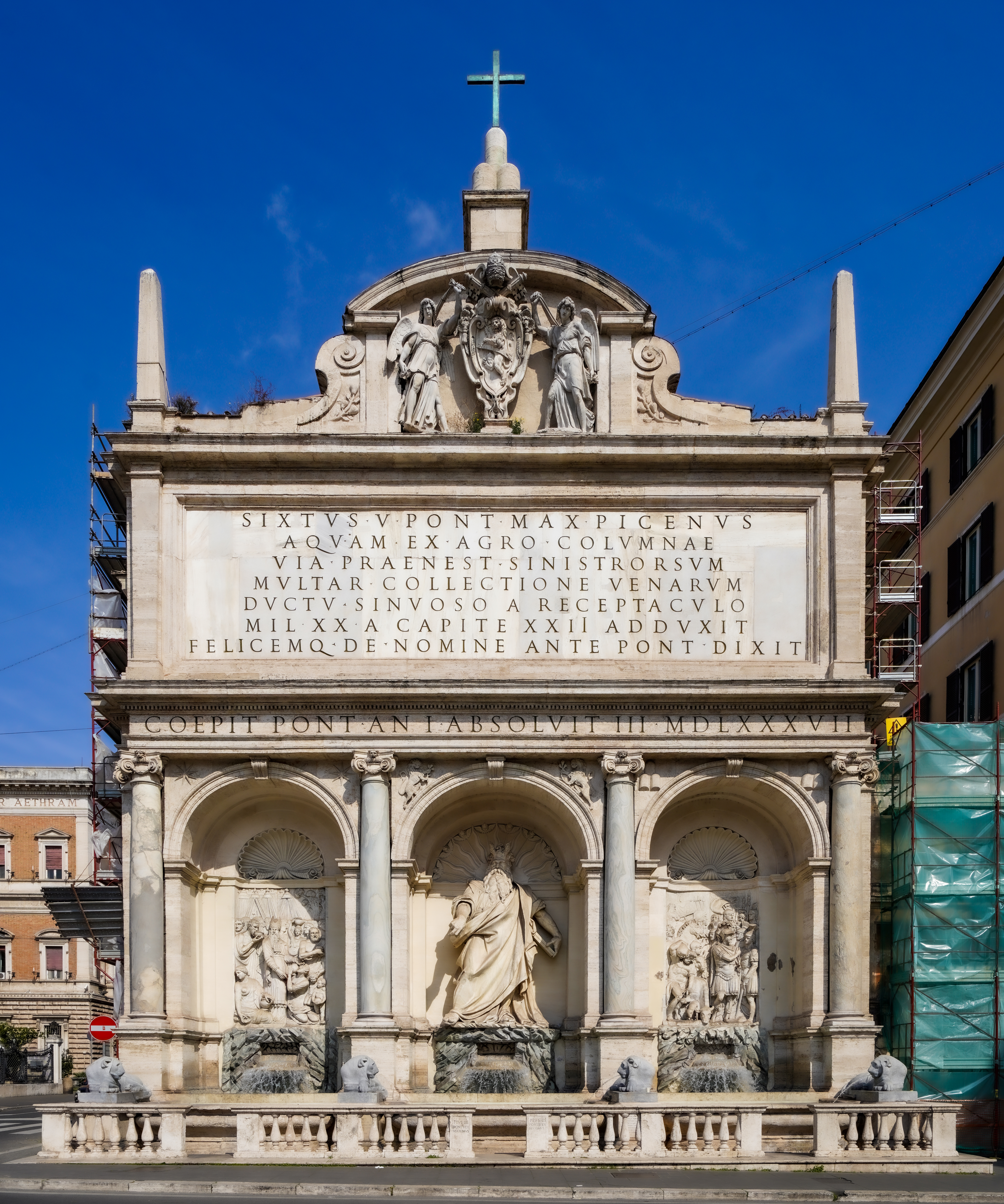
De Mozesfontein in Rome, ontworpen door Domenico Fontana

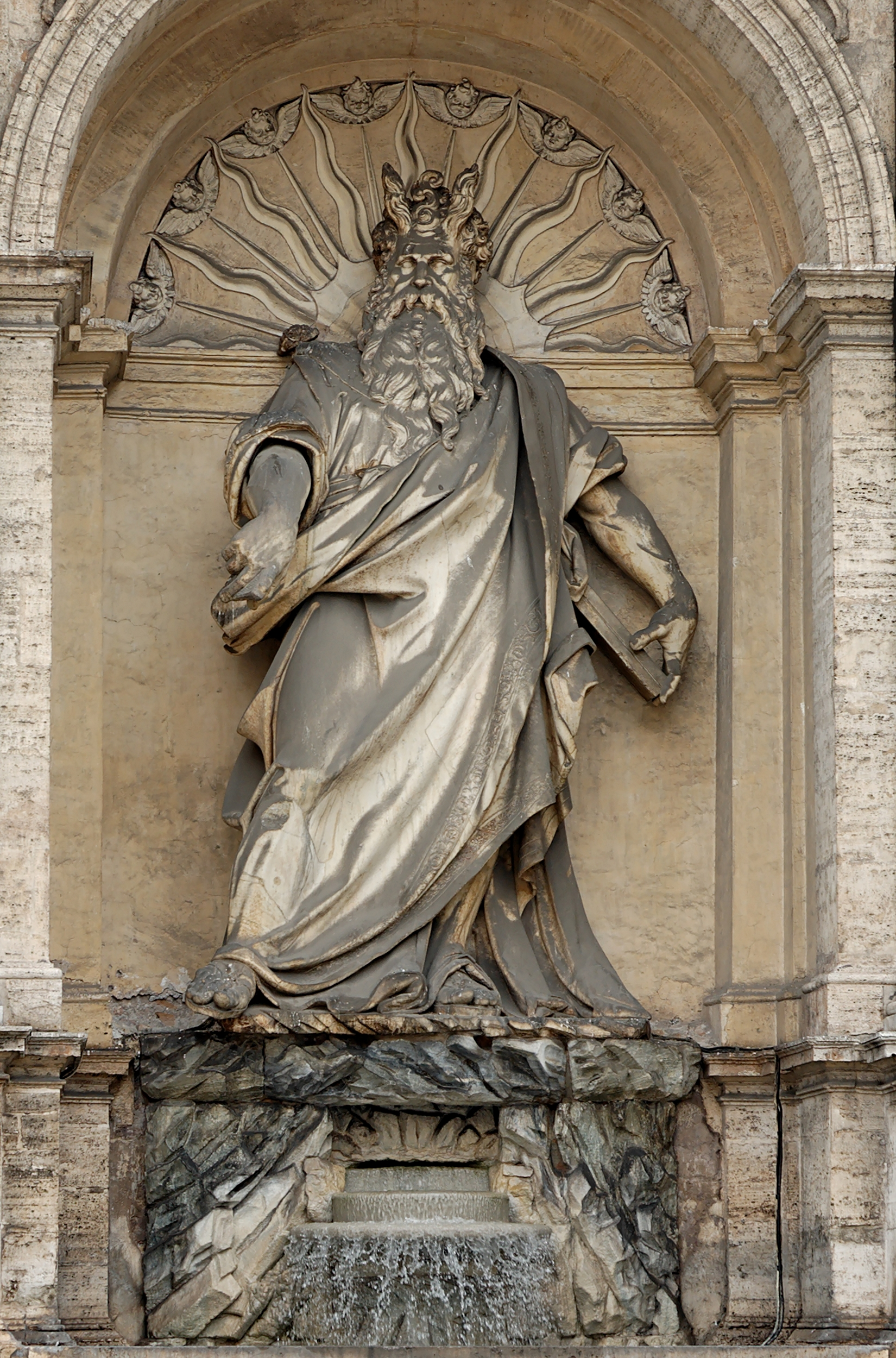
Het beeld van Mozes

Fontana dell'Acqua Felice, ook wel de Mozesfontein genoemd, is een fontein in Rome. De fontein ligt op het piazza San Bernardo op de Quirinaal.

## Geschiedenis
De Mozesfontein werd gebouwd in opdracht van paus Sixtus V, Felice Peretti, en was onderdeel van het gerestaureerde aquaduct Aqua Alexandriana. Na de restauaratie kreeg het aquaduct zijn nieuwe naam: Aqua Felice, vernoemd naar paus Sixtus V. Omdat Aqua Felice een belangrijk aquaduct was, vond de paus het belangrijk dat er een mooi kunstwerk op het eindpunt zou komen. Dit werd de Fontana dell'Acqua Felice.
In 1585 gaf de paus zijn huisarchitect, Domenico Fontana, de opdracht. Fontana kwam met het ontwerp van een fontein met drie sierlijke bogen. Met verschillende kunstenaars werd de fontein gerealiseerd. De restauratie van het aquaduct werd in 1586 afgerond, de fontein werd een jaar later op 15 juni 1587 geopend.

## Architectuur
De fontein is grotendeels gemaakt van travertijn uit de omgeving van de Thermen van Diocletianus. In de drie triomfbogen werden Bijbelse verhalen afgebeeld. Hiervoor ligt het watergedeelte van de fontein.
In het midden van de fontein staat Mozes die, naar het verhaal uit het Oude Testament, water uit een rots slaat. De verhoudingen van het lichaam van Mozes zijn echter verkeerd, sommige delen zijn te groot. Omdat het beeld van Mozes vaak werd vergeleken met de Mozes van Michelangelo was er veel commentaar op de verkeerde verhoudingen. Beeldhouwer Bresciano zou door de kritiek gestorven zijn of zelfmoord gepleegd hebben.
Aan de zijden van Mozes worden andere verhalen over water uit het Oude Testament uitgebeeld. Aan de linkerkant het verhaal van Aäron die de Israëlieten door het water leidt. Aan de rechterkant van Mozes staat Jozua die het leger de Rode Zee wijst.
Voor de uitbeelding van de verhalen staan 4 leeuwen, kopieën van Egyptische originelen uit de buurt van het Pantheon. Deze leeuwen spuwen het water van de fontein.
De fontein werd een voorbeeld voor de Trevifontein en de Fontana dell'Acqua Paola.

## Legende
De legende gaat dat toen beeldhouwer Bresciano de laatste hand legde aan het beeld van Mozes, Mozes zijn wenkbrauwen fronste van verbazing over de verhoudingen.